# Giuseppettite
La giuseppettite è un minerale e, in particolare, un feldspatoide appartenente al gruppo della cancrinite. Fu scoperta nel 1981 nel territorio di Sacrofano nella zona di Valle Biachella.